# Rovapää (kulle, lat 67,83, long 27,43)
Rovapää är en kulle i Finland. Den ligger i Sodankylä i landskapet Lappland, i den norra delen av landet, 900 km norr om huvudstaden Helsingfors. Toppen på Rovapää är 356 meter över havet, eller 99 meter över den omgivande terrängen. Bredden vid basen är 2,8 km. Rovapää ligger vid sjön Rovapäänlampi.
Terrängen runt Rovapää är huvudsakligen platt.Trakten runt Rovapää är nära nog obefolkad, med mindre än två invånare per kvadratkilometer. Det finns inga samhällen i närheten. 